# Řehoty
Řehoty (německy Rehota) jsou vesnice na Novobydžovsku.

## Poloha
Historicky byla zmiňována jako osada patřící ke vsi Prasku (asi 2 km jižně) spadající pod okres Nový Bydžov a farnost Metličany, teprve od roku 1960 je administrativně přičleněna ke Králíkům (asi 1 km západně) a spadá pod okres Hradec Králové. Leží asi 4,5 km severovýchodně od Nového Bydžova.

## Historie
O vzniku vesnice nejsou písemné zmínky, odhaduje se na 11. až 12. století podle staročeského názvu. První písemnou zmínkou je prodej 25. března 1549, kdy město Nový Bydžov odkoupilo od Pernštejnů vsi Prasek s Řehoty a Zdechovice. Roku 1623 je vesnice zmiňována jako pustá, pozemky patřily k Prasku.
Obnovení vesnice bylo součástí Raabovy reformy, na zbořeništi se usídlili tři familianti a vesnice se začala rozrůstat. Největšího rozmachu dosáhla v 19. století.

## Současnost
Dnes žije ve vesnici trvale 55 obyvatel.

## Rodáci
- Jan Nepomuk Kapras – český psycholog

## Galerie

Řehoty
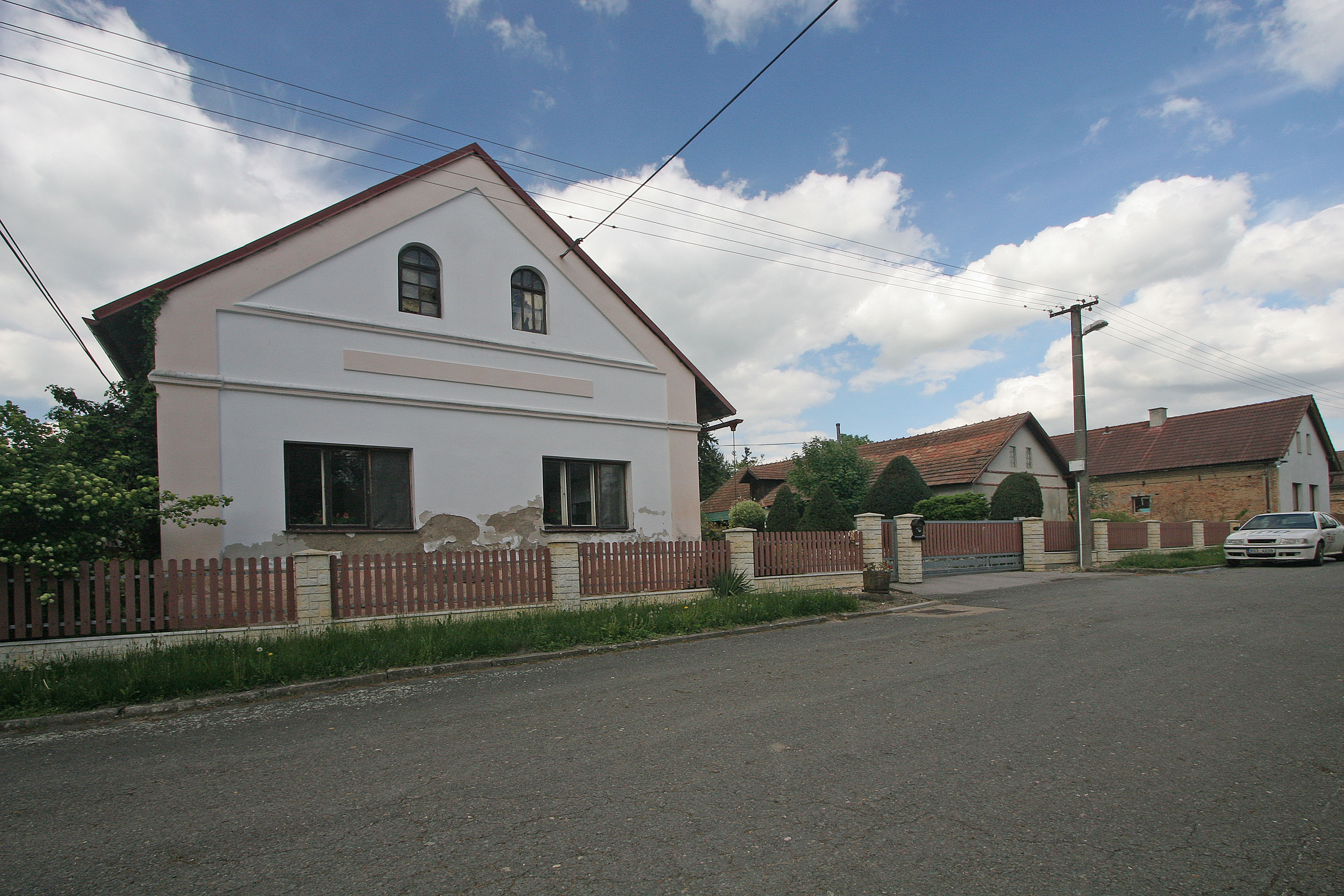
Staení čp.3
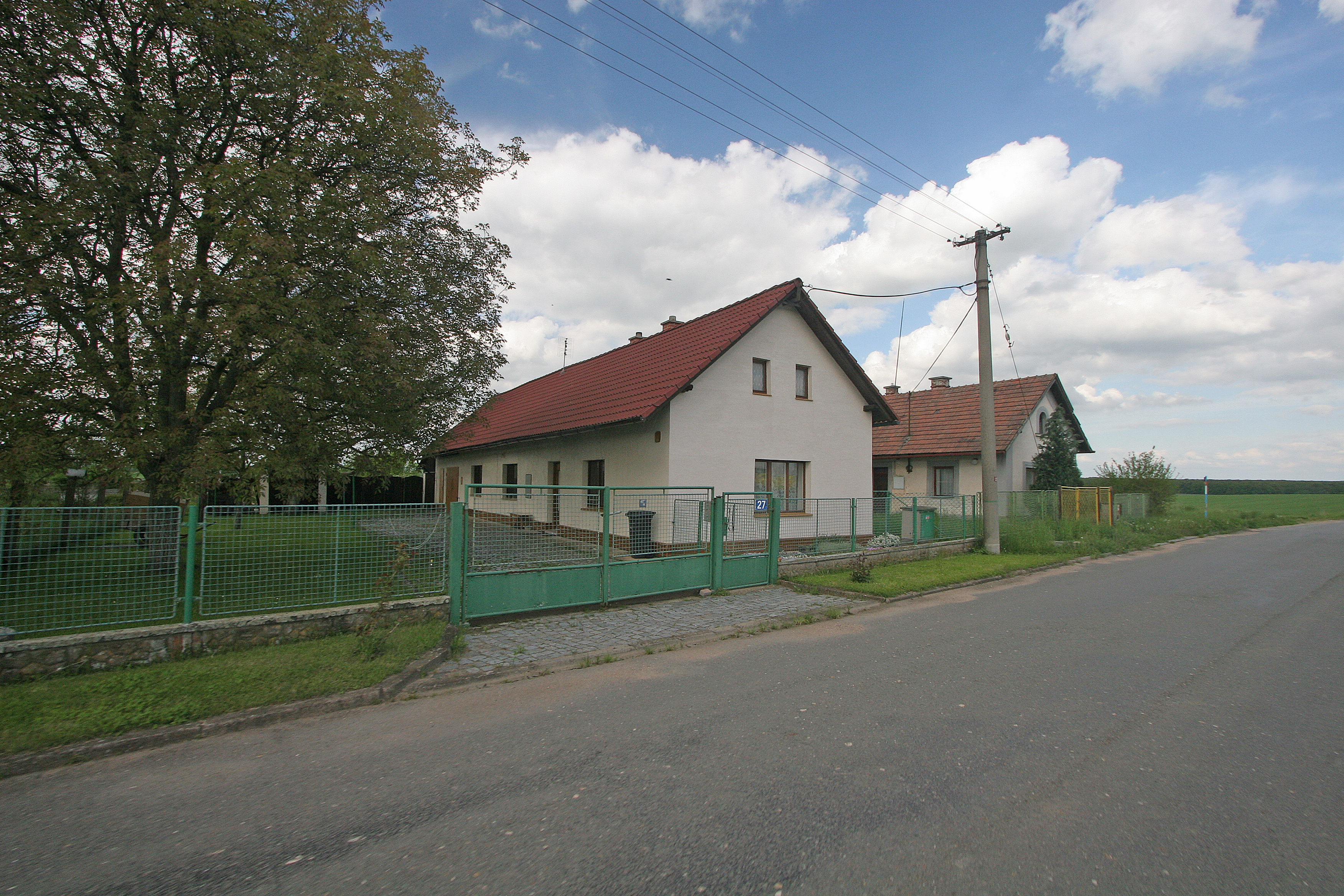
Stavení čp.27
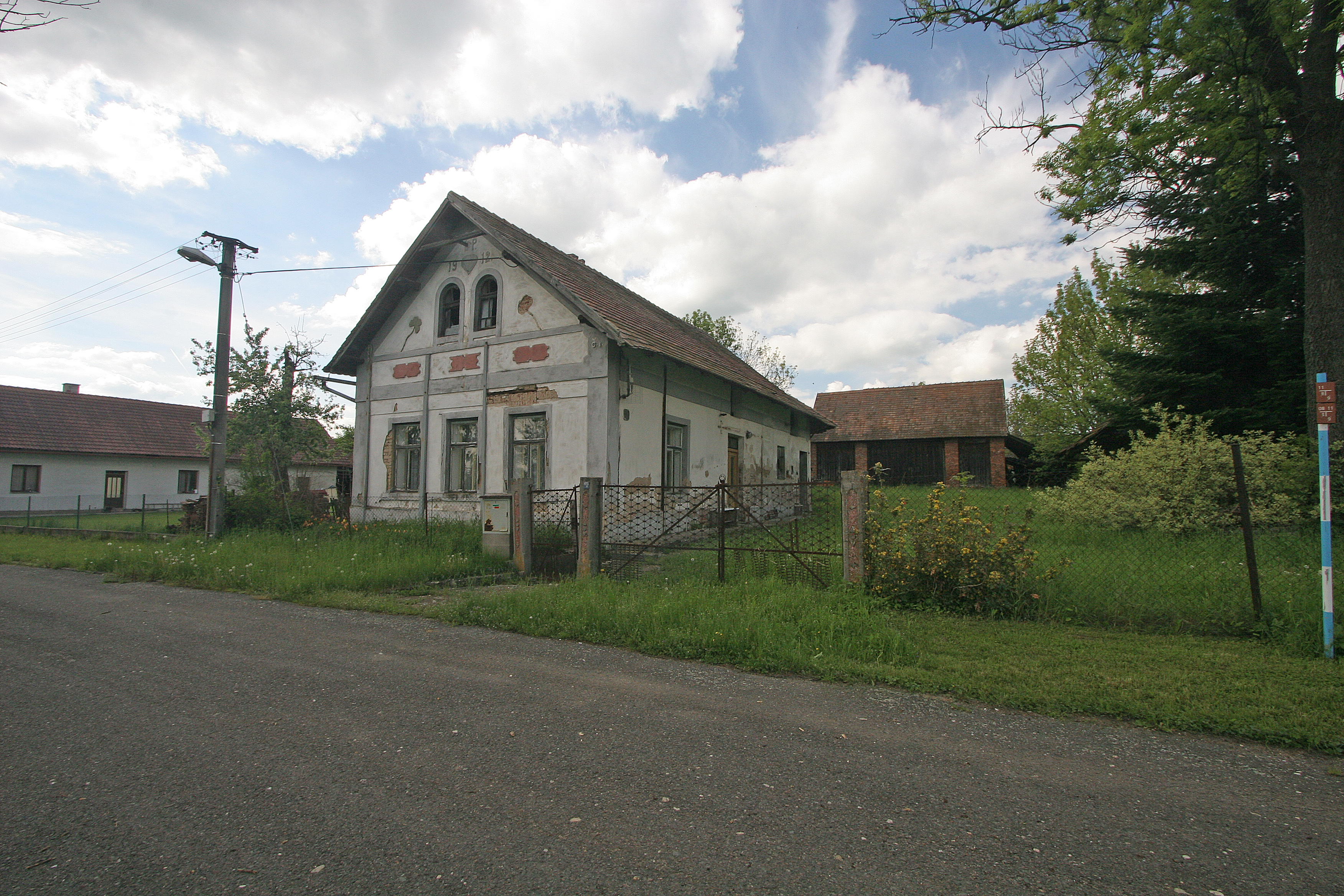
Stavení čp.1
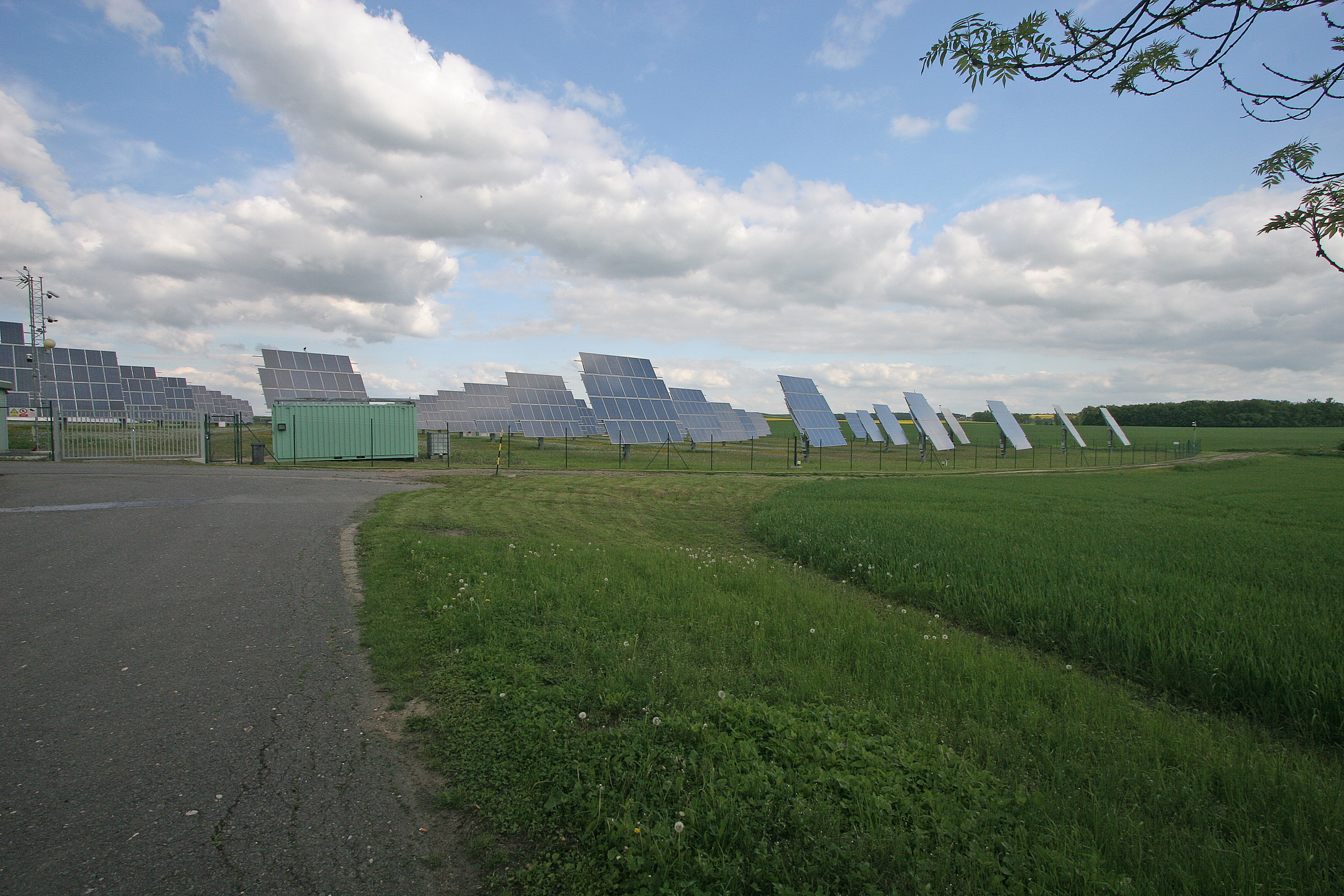
Elektrárna